# Corea del Sud
Corea del Sud, oficialment la República de Corea (coreà: 대한민국 Daehan Minguk, hanja: 大韓民國) és un país de l'Àsia que ocupa la regió meridional de la península de Corea. Al nord, limita amb Corea del Nord, al qual estava unit fins al 1945. A l'oest, travessant la mar Groga, es troba la República Popular de la Xina, i a l'est, creuant l'Estret de Corea, es troba el Japó. La capital i la ciutat més gran és Seül, l'àrea metropolitana de la qual és una de les tres més poblades del món. La llengua oficial de Corea del Sud és el coreà, i és, actualment, la desena llengua més parlada del món. El nom del país, en coreà, significa "La Gran Nació del Poble Coreà", hom es refereix al país sovint com la "Terra de la Calma del Matí".
L'evidència arqueològica suggereix que els coreans han habitat la península des del Paleolític Baix. Després de la unificació dels Tres Regnes Coreans sota el comandament de Silla el 668 dC, Corea va romandre com a nació unificada sota les dinasties de Goryeo i Joseon fins a la caiguda de l'Imperi Coreà el 1910. Després de la divisió i de l'establiment de la república moderna de Corea del Sud, el país ha hagut de reconstruir-se després del període d'explotació japonesa i de la Guerra de Corea. No obstant això, l'estàndard de vida, així com l'economia, van créixer de manera sorprenent des de la dècada de 1980. El 1987, després de diverses manifestacions nacionals, el govern autoritari es va col·lapsar, i des de llavors, s'hi han celebrat eleccions democràtiques cada cinc anys. Avui dia, Corea del Sud és un dels estats pioners de la democràcia a Àsia; els ciutadans coreans gaudeixen d'un dels nivells més alts de llibertat política i drets socials del continent.
Corea del Sud és una potència industrial, i ha tingut una de les economies de major creixement del món des de la dècada de 1960. L'economia sud-coreana en l'actualitat és desenvolupada, i el seu producte interior brut és el tercer més gran de l'Àsia, i el dotzè més gran del món.
Corea del Sud és un els països més avançats tecnològicament i científicament del món, en competència directa amb el Japó en el lideratge de les empreses globals. Corea del Sud és un líder mundial en la tecnologia de la informació i de les comunicacions, com ara l'electrònica, els ordinadors, els semiconductors i la tecnologia mòbil. És l'únic país del món amb cobertura nacional de Radiodifusió multimèdia digital (DMB), WiBro, HSDPA, WiFi i HDTV. El 95% de les llars sud-coreanes estan connectades a Internet d'alta velocitat.

## Geografia física

Corea del Sud

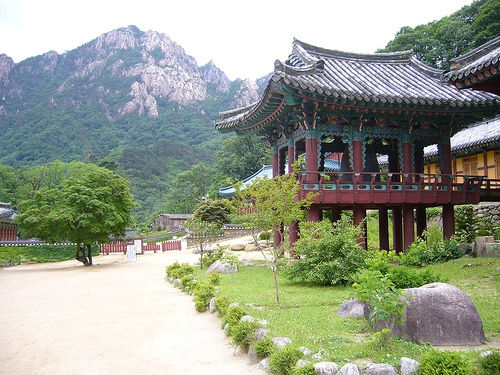
La muntanya de Seoraksan a Gangwondo.

Corea del Sud ocupa la porció del sud de la península de Corea, la qual té una longitud de 1.110 km. La península limita a l'oest amb la mar Groga i a l'est amb la mar del Japó. La superfície de Corea del Sud és de 99.617,39 km².
La República de Corea es pot dividir en quatre regions geogràfiques:
- la regió oriental, amb serralades de gran altitud i una costa estreta;
- la regió occidental d'àrees costaneres àmplies, conques de drenatge i serralades de poca altitud;
- la regió sud-oest de muntanyes i valls; i
- la regió sud-est de la conca del riu Nakdong.

La major part del territori de Corea del Sud és muntanyenc, el qual no és cultivable. Les terres baixes, localitzades a l'oest i al sud-est, constitueixen només el 30% de la superfície.
Al voltant de tres mil illes, la majoria petites i deshabitades, es troben a prop de les costes orientals i meridionals de Corea del Sud. Jeju-do és situada a 100 km al sud; és l'illa més gran del país, amb una superfície de 1.845 km. S'hi troba el punt més elevat del país, el Hallasan, un volcà extint de 1.950 m.
La serralada de Taebaek s'estén de nord a sud de manera paral·lela a la costa oriental, i se'n desprenen altres serralades en direcció al sud-est, com ara les serralades Sobaek. L'altitud màxima de la serralada de Taebaek és de 1.708 m (el Mont Seorak). Els rius són de poca longitud amb grans pendents, tot i que a l'oest alguns són navegables. Els rius més importants són el Han, el Pukhan i el Naktong.
El clima és relativament temperat amb continentalitat, i amb precipitacions abundants durant l'estiu, i una temporada curta de pluges durant l'hivern coneguda com a jangma. Les temperatures mitjanes anuals varien entre els 14 °C i els 8 °C, depenent de la zona. Els hiverns són molt freds, acompanyats de glaçades.

## Història

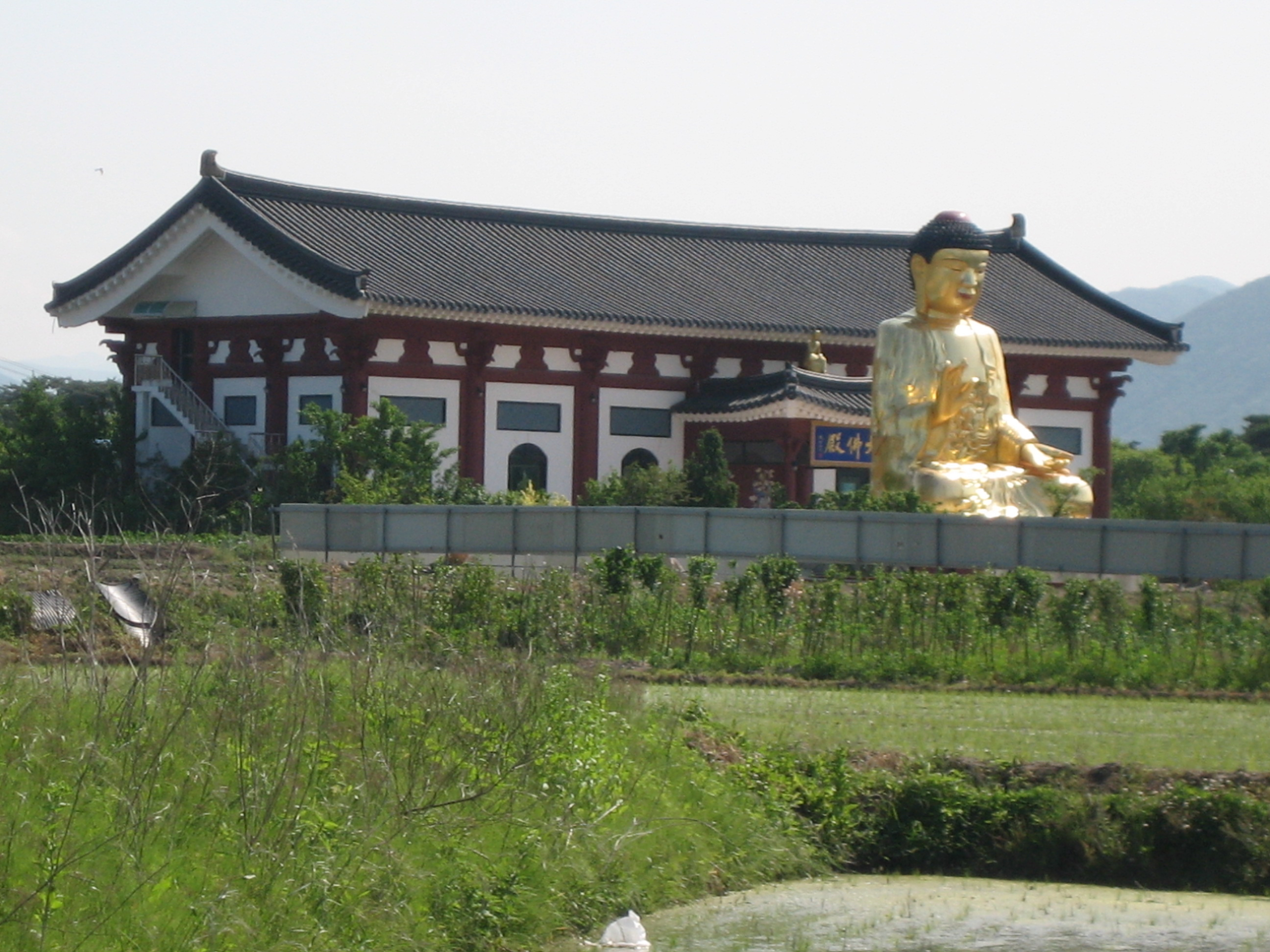
Temple a Gyeongju

L'evidència arqueològica suggereix que la península de Corea ha estat habitada per humans des del Paleolític Baix. La història de la nació comença amb la fundació de Gojoseon el 2333 aC, per Dangun. Gojoseon s'expandí fins a controlar la major part del territori del nord de la península de Corea i algunes regions de Manxúria. Després de diverses guerres amb els xinesos de la dinastia Han, Gojoseon es desintegrà, la qual cosa donà pas al període anterior als Tres Regnes de Corea.
Durant els primers segles dC, la confederació dels regnes de Buyeo, Okjeo, Dongye i el Samhan ocuparen la península i el sud de Manxúria. De tots els petits estats, Goguryeo, Baekje i Silla creixeren fins a controlar la península; aquests són els Tres Regnes de Corea. La unificació dels Tres Regnes, per Silla, el 676 obrí pas al període dels Estats del Nord i Sud, en què la major part de la península de Corea fou controlada per la Silla unificada, mentre que Balhae controlava les regions del nord de Goguryeo. A la Silla unificada, es promogueren l'art i la poesia, i hi florí una cultura budista. Les relacions entre Corea i la Xina foren relativament pacífiques durant aquest període. Tanmateix, la Silla unificada es debilità a causa dels conflictes interns i es rendí a Goryeo el 935. Balhae, el seu veí del nord, es formà com a estat successor de Goguryeo. Durant el seu període de màxima expansió, Balhae va controlar la major part de Manxúria i algunes regions de l'actual Rússia. Caigué en mans dels kitans el 926. Després d'un període de lluites pel control de la península, Wang Geon de Goryeo l'unificà. Com Silla, Goryeo fou un estat cultural i creà el Jijki, el 1377, en utilitzar la impremta mòbil més antiga del món.
La invasió mongola de Corea, el segle xiii, debilità Goryeo. Tanmateix, Goryeo continuà governant Corea com a aliat tributari dels mongols. Després de la caiguda de l'Imperi Mongol, Goryeo romangué independent. La dinastia Joseon, el 1388 arribà al poder després d'una rebel·lió encapçalada pel general YiSeong-gye.

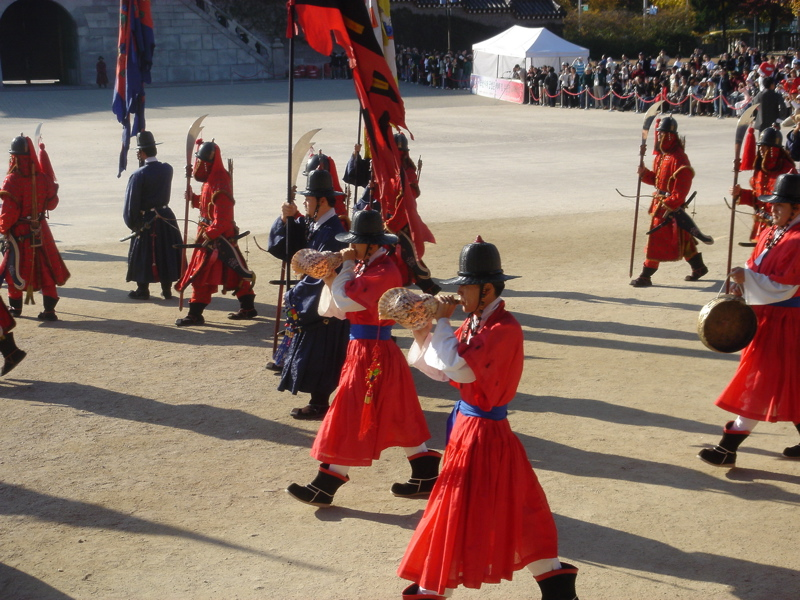
Marxa reial de la dinastia Joseon a Gyeonbokgung

El General Yi declarà el nou nom de Corea com a Joseon en referència a Gojoseon i mogué la capital a Seül. Els primers 200 anys de la dinastia Joseon foren marcats per la pau, per la creació del hangul pel rei Sejong el Gran el segle xiv i per l'aixecament i la influència del confucianisme. A finals del segle xvi, Joseon fou envaïda pel Japó, recentment unificat. A causa dels segles de pau anteriors, la dinastia de Jonseon no estava preparada tecnològicament, i la península fou destruïda. Tanmateix, el domini coreà continuà al mar, encapçalat per l'almirall Yi Sun-sin. La intervenció de la dinastia Ming de la Xina, forçà el Japó a retirar-se'n el 1598.
Durant els últims anys de la dinastia Joseon, a causa de la política d'isolament de Corea, la nació rebé el nom de "Regne ermità". El 1910, Coreà fou annexionat pel Japó, i malgrat la resistència generalitzada, romangué sota el control japonès fins a la fi de la Segona Guerra Mundial el 1945. Després de la guerra, les tropes de la Unió Soviètica i dels Estats Units controlaren el nord i el sud del país, respectivament. Tot i l'existència d'un pla per unificar Corea en la declaració del Caire de 1943, i per l'antagonisme del començament de la Guerra Freda, es van establir dos governs separats: el comunista al nord, i el capitalista al sud.
El 25 de juny de 1950, Corea del Nord envaí el sud, cosa que donà principi a la Guerra de Corea. El boicot soviètic a les Nacions Unides i, per tant, sense poder de veto, permeteren que l'ONU intervingués quan era evident que les forces comunistes superiors podien prendre tot el país. La Unió Soviètica i la República Popular de la Xina donaren suport a Corea del Nord, amb la participació de moltes tropes xineses. La guerra finalment arribà a un punt mort. En l'armistici de 1953, que no signà Corea del Sud, la península es dividí en dues seccions, sobre la zona desmilitaritzada. No se signà cap tractat de pau i, per tant, els dos països continuen tècnicament en guerra.
El 1960 la Revolució d'abril, un aixecament estudiantil, produí la renúncia del president autocràtic i corrupte Syngman Rhee, i el país entrà en un període d'inestabilitat civil profunda que acabà amb el cop militar del general Park Chung-hee l'any següent. Park prengué el càrrec de president, fins al seu assassinat el 1979. El seu govern es caracteritzà per un sorprenent i ràpid creixement econòmic basat en la industrialització orientada a les exportacions, i alhora per una severa repressió política.
Després de l'assassinat de Park, el país experimentà un nou període d'inestabilitat política. El 1980 el general Chun Doo-hwan encapçalà un cop d'estat, en contra del govern de transició de Choi Gyu Ha, el president interí. Hi hagué protestes i manifestacions en favor de la democràcia per tot el país, especialment a la ciutat de Gwangju, i el president no dubtà a enviar-hi forces especials en allò que es coneix com la Massacre de Gwangju. El 1987, Park Chul, un estudiant jove de la Universitat Nacional de Seül va ser torturat i assassinat. L'Associació dels Sacerdots Catòlics per la Justícia revelaren que Park havia estat torturat, per la qual cosa inicià una sèrie de manifestacions per tot el país. Les manifestacions augmentaren quan un altre estudiant, Lee Han Yeol, de la Universitat de Yonsei, fou mort per una bomba de gas mentre participava en una manifestació contra el govern. El moviment, que es coneix com la Resistència de juny, finalment forçà el Partit de Chun, el Partit de la Justícia Democràtica, a convocar eleccions democràtiques.
El 1988, Seül fou seu dels Jocs Olímpics d'estiu. El 1996, la República de Corea esdevingué membre de l'Organització per a la Cooperació i el Desenvolupament Econòmic. Tot i patir de la Crisi financera de l'Àsia de 1997, el país es recuperà ràpidament i continuà el seu creixement com a potència econòmica de la regió.
El juny del 2000, com a part de la Política del "Raig de sol" del president Kim Dae-jung, se celebrà una cimera entre les dues Corees a Pyongyang la capital de Corea del Nord. Aquell any mateix, l'expresident Kim rebé el Premi Nobel de la Pau, per la seva "obra en favor de la democràcia i els drets humans a Corea del Sud i a l'Àsia Oriental en general, i per la pau i la reconciliació amb Corea del Nord en particular."

## Economia

### Història econòmica

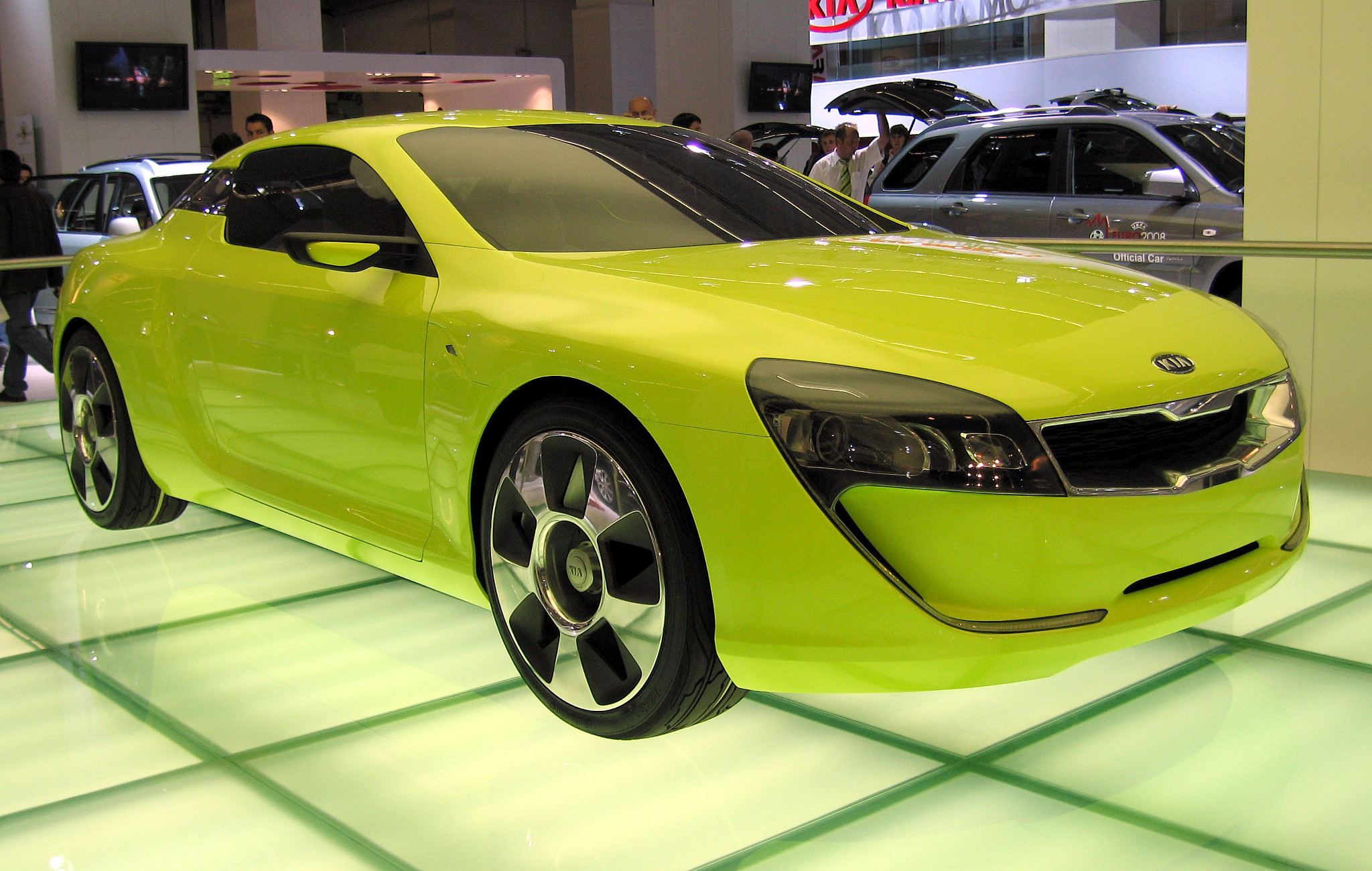
Hyundai i Kia són dues companyies d'automòbils importants de Corea del Sud

Corea del Sud és una potència econòmica important, amb el dotzè producte interior brut més gran del món. i el tercer més gran de l'Àsia. Corea del Sud va aconseguir un creixement econòmic molt ràpid a través del model orientat a les exportacions de béns manufacturats, i va ser conegut com un dels Quatre Tigres Asiàtics. Les indústries més importants del país són la indústria de l'automòbil, dels semiconductors, l'electrònica, la construcció de vaixells i la siderúrgia.
El 1950, Corea del Sud era un dels països més pobres d'Àsia. La seva infraestructura havia estat devastada i els seus recursos explotats durant el control japonès i la posterior Guerra de Corea. No obstant això, després del cop militar encapçalat pel general Park Chung-hee el 1962, Corea del Sud el creixement econòmic va ser un dels més elevats de la història del món durant quatre dècades consecutives, transformant una economia principalment agrícola en una economia industrial i d'alta tecnologia. El general Park Chung-hee va estructurar una sèrie de plans econòmics de cinc anys per al desenvolupament econòmic. Tot i que al començament l'economia es va tancar per a fomentar el naixement industrial, amb la normalització de les relacions amb el Japó el 1965, l'èmfasi va canviar, adoptant el model orientat a les exportacions i al comerç lliure. Aquest creixement és conegut com el Miracle del Riu Han. L'èxit econòmic de la dècada de 1980 va ser assolit per mitjà dels forts enllaços entre el govern i les empreses que incloïen el crèdit directe, restriccions a les importacions, patrocini a indústries específiques i un fort esforç laboral. El govern va promoure la importació de matèria primera i de tecnologia a costa dels béns de consum, i va encoratjar l'estalvi i la inversió sobre el consum. Des de finals de la dècada de 1950 a la dècada de 1980, les exportacions sud-coreanes van créixer 20% anual. Durant les dècades de 1980 i 1990, el creixement va continuar, amb una transició de la indústria, principalment tèxtil a una indústria d'alta tecnologia.
Des de la crisi financera asiàtica de 1997, el panorama econòmic va canviar ràpidament, amb la declaració de bancarrota de moltes empreses, que va provocar diverses reformes del govern. La crisi financera asiàtica de 1997 va fer notòries les debilitats del model de desenvolupament sud-coreà, i l'economia va caure 6,6% el 1998. El 1999 es va recuperar amb un creixement del 10,8%, i el 2000 amb 9,2%. Durant la desacceleració del 2001, el creixement va ser del 3,3%, però el 2002 va ser de 5,8% dirigit per la indústria i la construcció. Entre el 2003 i el 2005, el creixement econòmic va ser del 4% anual.
L'economia de Corea del Sud es caracteritza per una inflació moderada, una taxa d'atur molt baixa, pels excedents en la balança comercial i per una distribució de la renda relativament equitativa.

### Infraestructura

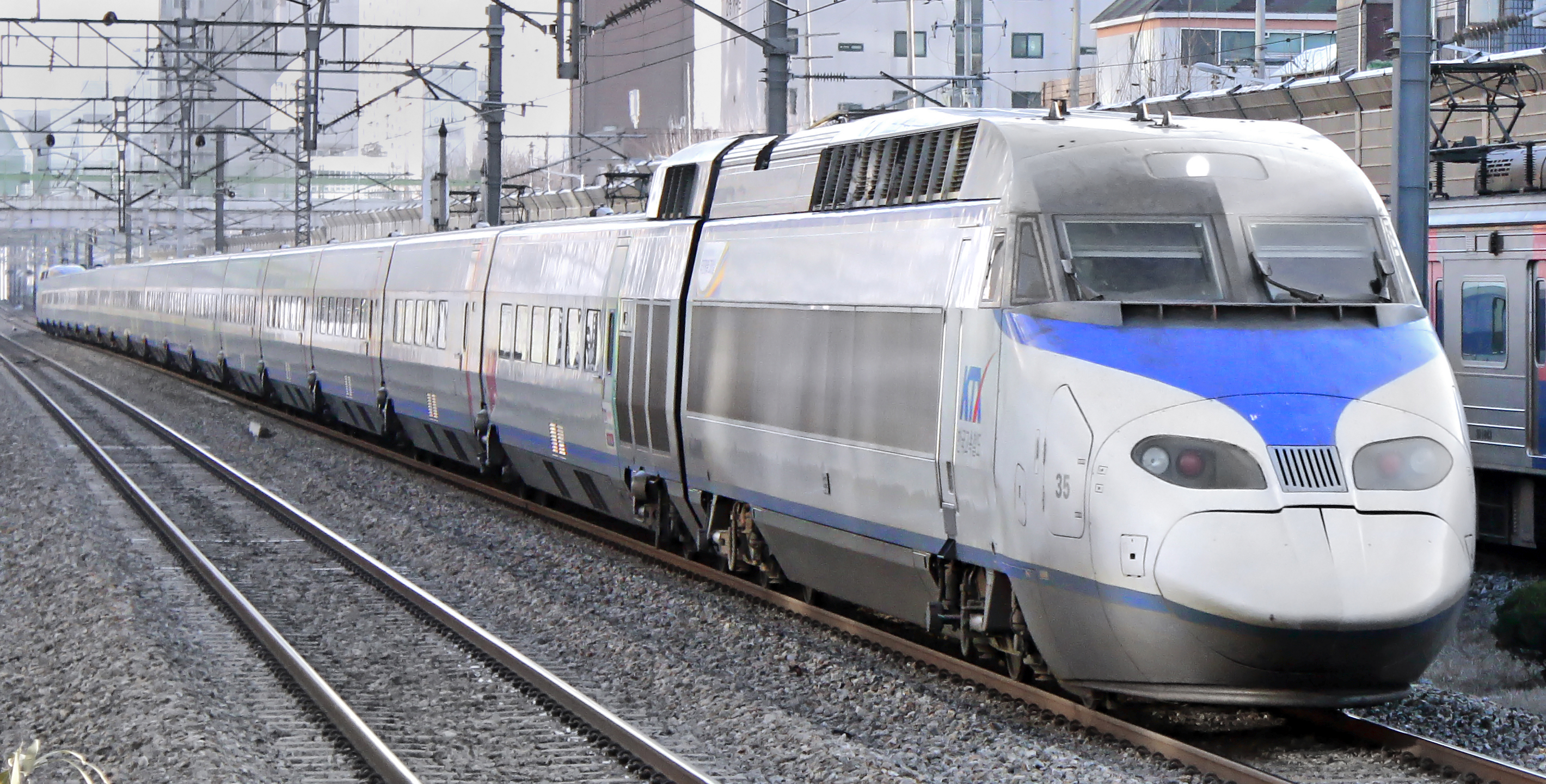
KTX, el Tren Exprés de Corea

La infraestructura del transport de Corea del Sud està integrada per una xarxa extensa de ferrocarrils, autopistes, rutes d'autocars, serveis de transbordadors i rutes aèries. Les ciutats principals tenen metro. La xarxa de rodalia Korail es connecta amb el metro de Seül. Korail a més connecta les ciutats principals del país. Dues línies fèrries, la línia Gyeongui i la línia Donghae Bukbu, s'estan reconnectant amb Corea del Nord. El Tren Exprés de Corea (KTX) és un tren d'alta velocitat de les línies de Gyeongbu i Honam. Es va construir amb la cooperació tecnològica de França i el Japó. La longitud total de la xarxa ferroviària és de 6.706 km, mentre que la xarxa de carreteres té una longitud de més de 86 mil km, de les quals el 76% són asfaltades. Els ports principals del país són Busan, Incheon, Donghae, Masan Yeosu i Mokpo.
L'aeroport principal del país és l'Aeroport Internacional d'Incheon. A més, hi ha vuit aeroports internacionals i set aeroports nacionals. Les principals línies aèries són Korean Air i Asiana Airlines.

## Geografia humana
La població de Corea del Sud és de 50 milions d'habitants. La majoria dels sud-coreans viuen en àrees urbanes, atesa la ràpida immigració rural a les ciutats durant l'expansió econòmica de les dècades de 1970 a 1990. La capital del país, Seül, també n'és la ciutat més gran i el principal centre industrial. La ciutat tenia 10,3 milions d'habitants el 2006, tot i que la població de l'àrea metropolitana s'estima en més de 20 milions d'habitants, per la qual cosa és una de les ciutats més poblades del planeta. Altres ciutats importants són Busan (3,5 milions), Incheon (2,6 milions), Daegu (2,5 milions), Daejeon (1,5 milions), Gwangju (1,4 milions) i Ulsan (1,1 milions).
Després de la divisió de Corea, al voltant de quatre milions de nord-coreans van travessar la frontera cap a Corea del Sud. Aquesta entrada de migrants, tanmateix, va ser revertida amb una forta emigració, especialment als Estats Units i el Canadà. Les taxes d'emigració van disminuir durant les últimes dues dècades, gràcies al creixement econòmic i la instauració del sistema democràtic.
La població sud-coreana és força homogènia ètnicament. Tanmateix, el nombre d'estrangers ha crescut els últims anys, sobretot a les àrees urbanes. Les minories més grans són els xinesos i els estatunidencs. La llengua nacional és el coreà, que alguns incloent al grup de llengües altaiques, per bé que aquesta filiació no està encara demostrada. La llengua mostra algunes similituds amb el japonès i conté molts préstecs del xinès. L'alfabet coreà es coneix a Corea de Sud com a Hangul—a Corea del Nord es coneix com a choseon muntcha. Aquest alfabet és fonètic, i conté 24 lletres: 14 consonants i 10 vocals. Les vocals s'escriuen d'esquerra a dreta, tot i que algunes vocals i consonants s'han d'escriure de manera vertical.
El 2005, el 46,5% dels sud-coreans no s'adherien a cap religió. El 29,3% són cristians—dels quals el 18,3% són protestants i el 10,9% són catòlics—el 22,8% són budistes, i la resta practiquen religions modernes autòctones, moltes de les quals han sorgit com a reacció a l'expansió del cristianisme i de la cultura occidental en la societat coreana.
Onze de les esglésies cristianes més grans del món es troben a Corea del Sud, com l'Església de l'Evangeli Complet de Yoido que té una assistència de 780.000 membres. Corea del Sud és el país que envia més missioners cristians a l'estranger després dels Estats Units. S'estima que hi ha 45.000 musulmans a Corea, a més de 100.000 treballadors immigrants dels països musulmans.

## Política i govern

### Estructura constitucional
La República de Corea és un estat desenvolupat, estable i democràtic, en què el poder és compartit entre el president i la legislatura.
El cap d'estat de la República de Corea és el president, electe per vot popular per un període de cinc anys. A més de ser el representatiu més important de la república i el comandant en cap de les forces armades, també posseeix un alt grau de poder executiu, i designa al primer ministre amb l'aprovació de l'Assemblea Nacional, i als membres del Consell de l'Estat. El Consell de l'Estat, al seu torn, està integrat pel president mateix, el primer ministre i els ministres del gabinet, divuit en total.
El poder legislatiu coreà està representat per un cos unicameral anomenat "Assemblea Nacional" o Gukhoe (국회/國會), els membres de la qual són elegits per un període de quatre anys. L'Assemblea, actualment, té 299 membres, 243 electes per vot popular i la resta designats per representació proporcional. El cos judicial nacional està representat per la Suprema Cort de Corea del Sud; els jutges hi són designats pel president amb el consentiment de l'Assemblea Nacional.
Des de 1948, la República de Corea ha estat governada sota sis constitucions. Cada constitució significa la creació d'una nova república sud-coreana. L'actual govern és conegut com la "Sisena República" sota la constitució de 1988.
Els partits polítics principals sud-coreans són el Partit Uri, el Gran Partit Nacional (GPN), el Partit Demòcrata del Treball (PDT) i el Partit Demòcrata (PD). El 2003, una facció del Partit Demòcrata del Mil·lenni (que després es convertiria en el PD), se'n va separar formant el partit liberal Uri, el qual va guanyar una majoria ajustada de l'Assemblea Nacional en les eleccions legislatives d'abril, 2004, però no va aconseguir-la en les següents eleccions. El partit conservador GPN i el partit de centre PD conformen l'oposició política. El partit d'esquerra PDT, unit als sindicats obrers, representa els interessos de la classe treballadora.

### Subdivisió administrativa
Corea del Sud està dividida en 1 ciutat especial (Teukbyeolsi; 특별시; 特別市), 6 ciutats metropolitanes (Gwangyeoksi, singular i plural; 광역시; 廣域市), i 9 províncies ("do", 도; 道). Els noms són en català, en la romanització revisada del coreà, en hangul i en hanja:

#### Ciutat especial
- Ciutat especial de Seül (Seoul Teukbyeolsi; 서울 특별시; 特別市)

#### Ciutats metropolitanes
- Ciutat metropolitana de Busan (Busan Gwangyeoksi; 부산 광역시; 釜山廣域市)
- Ciutat metropolitana d'Incheon (Incheon Gwangyeoksi; 인천 광역시; 仁川廣域市)
- Ciutat metropolitana de Daegu (Daegu Gwangyeoksi; 대구 광역시; 大邱廣域市)
- Ciutat metropolitana de Daejeon (Daejeon Gwangyeoksi; 대전 광역시; 大田廣域市)
- Ciutat metropolitana de Gwangju (Gwangju Gwangyeoksi; 광주 광역시; 光州廣域市)
- Ciutat metropolitana d'Ulsan (Ulsan Gwangyeoksi; 울산 광역시; 蔚山廣域市)

#### Províncies
- Gyeonggi-do (경기도, 京畿道)
- Gangwon-do (강원도, 江原道 o 남-강원도, 南江原道)
- Chungcheongbuk-do (충청북도, 忠清北道)
- Chungcheongnam-do (충청남도, 忠清南道)
- Jeollabuk-do (전라북도, 全羅北道)
- Jeollanam-do (전라남도, 全羅南道)
- Gyeongsangbuk-do (경상북도, 慶尚北道)
- Gyeongsangnam-do (경상남도, 慶尚南道)
- Jeju-do (제주도, 濟州道)

### Activisme sud-coreà
- Yun Chi-ho

## Cultura i lleure

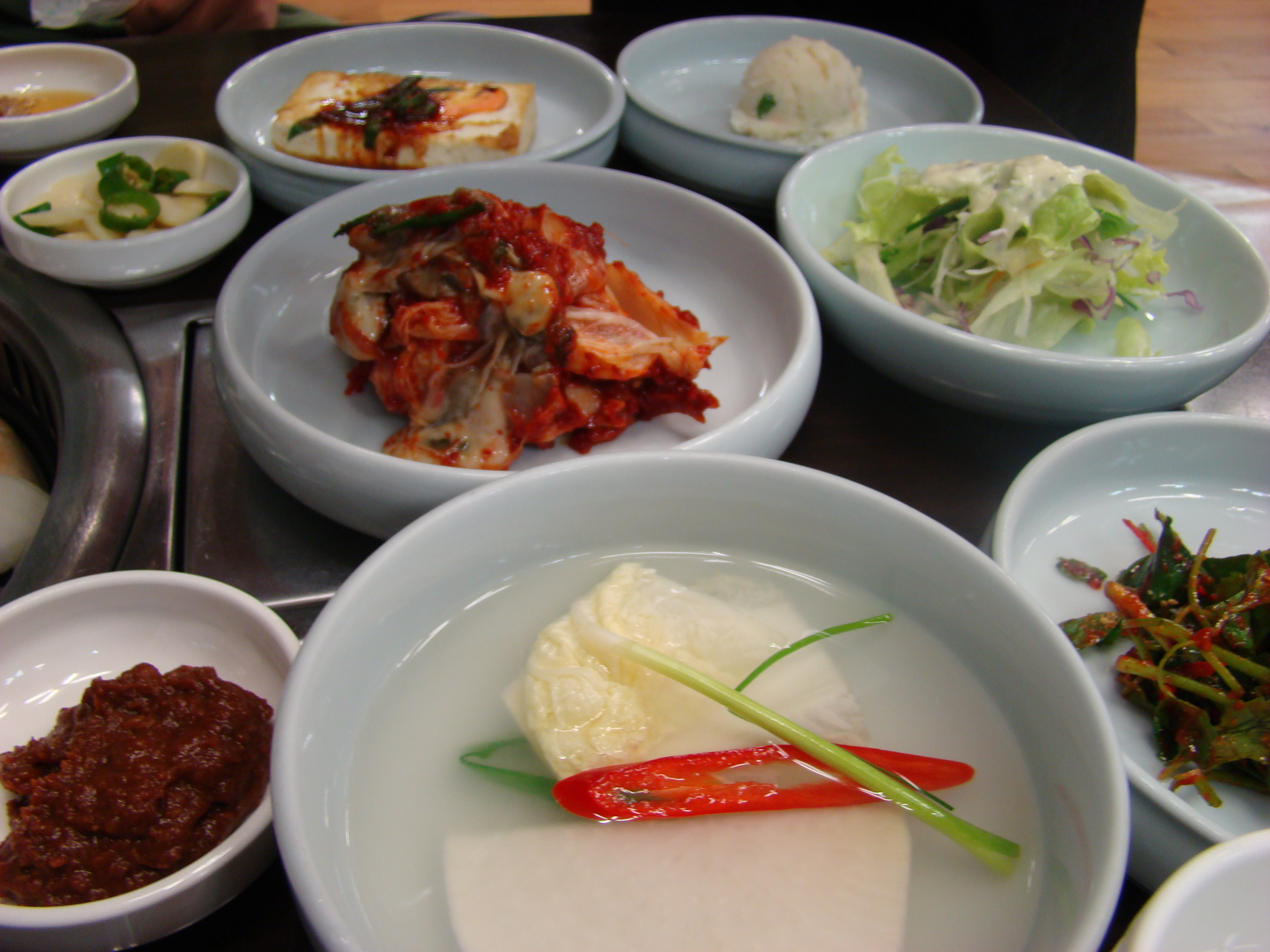
Kimchi i Banchan, cuina coreana

La tradició de la metal·lúrgia, l'escultura, la pintura i la terrisseria van florir des de temps antics a la península de Corea. Una de les pintures murals més antigues es troba a les tombes reials de Koguryeo, tot i que les més conegudes es troben a la tomba de Ssangyong a Corea del Nord. La dansa i la música folklòriques o autòctones encara sobreviuen, i també instruments nadius, i es presenten en algunes cerimònies o festivals especials. El Ministeri de Cultura i Turisme protegeix i promou activament les expressions de les arts tradicionals i les arts modernes autòctones. L'Institut Nacional de Música Clàssica té un paper molt important en la protecció de la música folklòrica.
Encara es conserven algunes tradicions i costums mil·lenaris, com ara la cuina coreana, l'adoració dels avantpassats i els ideals del confucianisme. Els menjars coreans tradicionals són l'arròs al vapor (밥), el bulgogi (불고기), el kimbap (김밥), mandu (만두; 饅頭), japchae (잡채; 雜菜), deokbokki (떡볶이), bibimbap (비빔밥) i kimchi (김치).
El taekwondo, una expressió de les arts marcials es va originar a Corea. En les dècades de 1950 i 1960 es van estandarditzar les regles modernes i el 2000 va esdevenir un esport olímpic oficial. El taekwondo és un element integral de les forces armades coreanes. Altres arts marcials coreanes són el subak, el taekkyeon i el haidong kumdo. El beisbol va ser introduït a Corea el 1905, i ha esdevingut un dels esports més populars del país. La primera lliga professional es va establir el 1982. En la Copa Mundial de Beisbol del 2006, Corea del Sud va aconseguir arribar a les semifinals. El 1988, Seül va ser seu dels Jocs Olímpics d'estiu, i el 2002, el país va ser co-seu de la Copa Mundial de Futbol, amb el Japó.